# 올림픽 슬로베니아 선수단
올림픽 슬로베니아 선수단은 슬로베니아를 대표하여 올림픽에 참가하는 선수단이다. 슬로베니아는 1992년 프랑스 알베르빌 동계올림픽에서 독립 국가로 처음 참가한 이후 매 대회마다 선수단을 파견해 왔다. 슬로베니아 올림픽 위원회는 1991년에 설립되었으며 1992년 2월 5일 국제 올림픽 위원회의 승인을 받았다.
슬로베니아 선수들은 오스트리아 팀의 일원으로 1912년 하계 올림픽 스톡홀름 올림픽에 처음 참가했다. 그곳에서 루돌프 츠베트코(Rudolf Cvetko)는 남자 사브르 단체전에서 은메달을 획득한 슬로베니아 최초의 올림픽 메달을 획득했다. 그 후 슬로베니아가 독립할 때까지 그들은 유고슬라비아의 일부로 경쟁했다. 제2차 세계대전 이전, 유고슬라비아 왕국의 모든 올림픽 메달은 슬로베니아 체조 선수들이 획득했다. (1928년 하계 올림픽에서 남자 체조 종합 동메달을 딴 크로아티아의 드라구틴 시오티를 제외하고) 레온 슈투켈리(Leon Štukelj)는 3개의 금메달, 1개의 은메달, 2개의 동메달을 획득한 전쟁 전 가장 눈에 띄는 운동선수였으며 여전히 가장 많은 훈장을 받은 슬로베니아 올림픽 선수이다. 전후 올림픽 선수 중 미로슬라프 세라르(Miroslav Cerar)는 체조 부문에서도 금메달 2개와 동메달 1개를 획득했다. 유고슬라비아의 모든 동계 올림픽 메달(은메달 3개, 동메달 1개)은 슬로베니아가 획득했으며, 첫 번째는 유고슬라비아가 올림픽을 주최했던 1984년 사라예보 동계 올림픽에서 알파인 스키 부문 유레 프랑코(Jure Franko)가 은메달을 획득한 것이다.
슬로베니아를 대표하는 선수들은 하계 올림픽에서 총 28개의 메달을 획득했고, 동계 올림픽에서는 24개의 메달을 획득했다. 슬로베니아의 가장 성공적인 하계 올림픽은 2020년 하계 올림픽으로, 금메달 3개와 종합 메달 5개를 획득했다. 가장 성공적인 동계 올림픽은 2014년 동계 올림픽으로, 슬로베니아 선수들은 금메달 2개를 포함해 기록적인 8개의 메달을 획득했다. 티나 메이즈(Tina Maze, 알파인 스키), 피터 프레브크(Peter Prevc, 스키 점프), 이즈톡 콥(Iztok Čop, 조정)은 각각 4개의 메달을 획득한 독립 후 슬로베니아 올림픽 선수 중 가장 많은 훈장을 받은 선수이다. 저격수 라지몬드 데베벡(Rajmond Debevec)은 2020년 현재 올림픽에 8번 출전했다. 그는 1984년부터 2012년까지 유고슬라비아를 대표해 처음 두 번 출전했다. 육상 선수 멀린 오티(Merlene Ottey)는 1980년부터 2004년까지 올림픽에 7차례 출전했다. 처음 6번의 출전에서 그녀는 자메이카를 대표하여 9개의 메달을 획득했고, 7번째는 슬로베니아를 대표했다. 데베벡은 2012년 49세의 나이로 마지막 메달을 획득한 최고령 메달리스트이자 슬로베니아 올림픽 최고령 참가자이다. 슬로베니아 출신의 최연소 참가자는 수영 선수 나스타 고베셰크(Nastja Govejšek)로 2012년 올림픽 당시 15세였다. 슬로베니아의 최연소 올림픽 메달리스트는 알파인 스키 선수인 알렌카 도브잔(Alenka Dovžan)으로, 1994년 동계 올림픽에 참가할 당시 18세였다. 슬로베니아 선수들은 하계 올림픽에서 9개 종목, 동계 올림픽에서는 5개 종목에서 메달을 획득했다. 슬로베니아가 하계 올림픽에서 가장 성공적인 스포츠는 6개의 메달(금 2개)을 획득한 유도이고, 동계 올림픽에서 가장 성공적인 스포츠는 8개의 메달(금 2개)을 획득한 알파인 스키이다. 단체 스포츠에서는 국가대표팀이 핸드볼에 3번, 아이스하키에 2번, 농구에 1번 참가했다. 인구가 200만 명을 조금 넘는 슬로베니아는 종종 1인당 메달 순위가 가장 높은 국가 중 하나이다.

## 같이 보기
- 분류:슬로베니아의 올림픽 참가 선수